# Mateusz Nowicki
Mateusz Juliusz Nowicki (né le 12 mars 1972 à Varsovie) est un pentathlonien polonais, champion du monde par équipe.

## Biographie
Il commence sa carrière dans le club  MKS-MDK Varsovie où il pratique la natation. En 1988 il change de sport et de club, il se tourne vers le pentathlon au sein de Legia Varsovie. Son plus grand succès est la médaille d'or en relais lors des championnats du monde en 1992 à Winterthour.

## Palmarès

### Championnats du monde
- 1992
  -  Médaille d'or relais

### Championnats de Pologne
- 1993  Médaille de bronze
- 1995  Médaille d'argent